# Zdymadlo Uherský Ostroh
Zdymadlo Uherský Ostroh, nebo též Plavební komora Uherský Ostroh, je vodní dopravní stavba, skládající se z jezu a plavební komory, na řece Moravě na říčním kilometru 145,8. V rámci plavební cesty Baťův kanál se jedná o říční kilometr 22,264. Leží na katastrálním území obce Uherský Ostroh ve vzdálenosti 150 m jihovýchodně od středu města. Předchozí plavební stupeň je Zdymadlo Nedakonice, následující plavební stupeň je Plavební komora Veselí nad Moravou.

## Historie
Jez s plavební komorou byly zprovozněny v roce 1938 spolu s otevřením plavební cesty Baťův kanál, přičemž jde o jednu ze tří původních plavebních komor v říčním úseku mimo samotný kanál.
V letech 1998-1999 proběhla modernizace na ovládání pohonů pomocí hydraulického systému. V roce 2006 pak byla provedena automatizace na jednotný systém dálkového ovládání včetně signalizace.
Zajímavostí jsou otočný mostek přes plavební komoru a zvedací lávka pro pěší přes horní ohlaví, kterou je možné při vyšších stavech vody zvednout a umožnit proplutí lodí.

## Parametry jezu
| Typ jezu   | pevný betonový práh |
| Výška jezu | 1,0 m               |
| Vzdutí     | 172,08 m n. m.      |

## Parametry plavební komory
| Celková délka plavební komory | 67,8 m         |
| Užitná délka plavební komory  | 56,0 m         |
| Šířka plavební komory         | 5,3 m          |
| Hloubka plavební komory       | 5,1 m          |
| Výška záporníku               | 0,86 m         |
| Rozdíl plavebních hladin      | 1,61 m         |
| Výška horní hladiny           | 172,08 m n. m. |
| Výška dolní hladiny           | 170,47 m n. m. |